# 御崎公園球技場
御崎公園球技場（Misaki Park Stadium）是日本兵庫縣神戶市兵庫區的一個足球場。球場可以容納30,132名觀眾。球場亦是日本職業足球聯賽神戶勝利船的主場。2013年，球場冠名為「Noevir Stadium神戶」（ノエビアスタジアム神戸）。

## 大型國際賽事

### 足球
御崎公園球技場是2002年世界盃的其中一個比賽場地，當時球場的容量是42,000。
小組賽
- 6月5日:  俄羅斯 2 - 0  突尼西亞
- 6月7日:  瑞典 2 - 1  奈及利亞

十六強
- 6月17日:  巴西 2 - 0  比利时

### 橄欖球
御崎公園球技場是2019年世界杯橄榄球赛的其中一個比賽場地。

## 图片

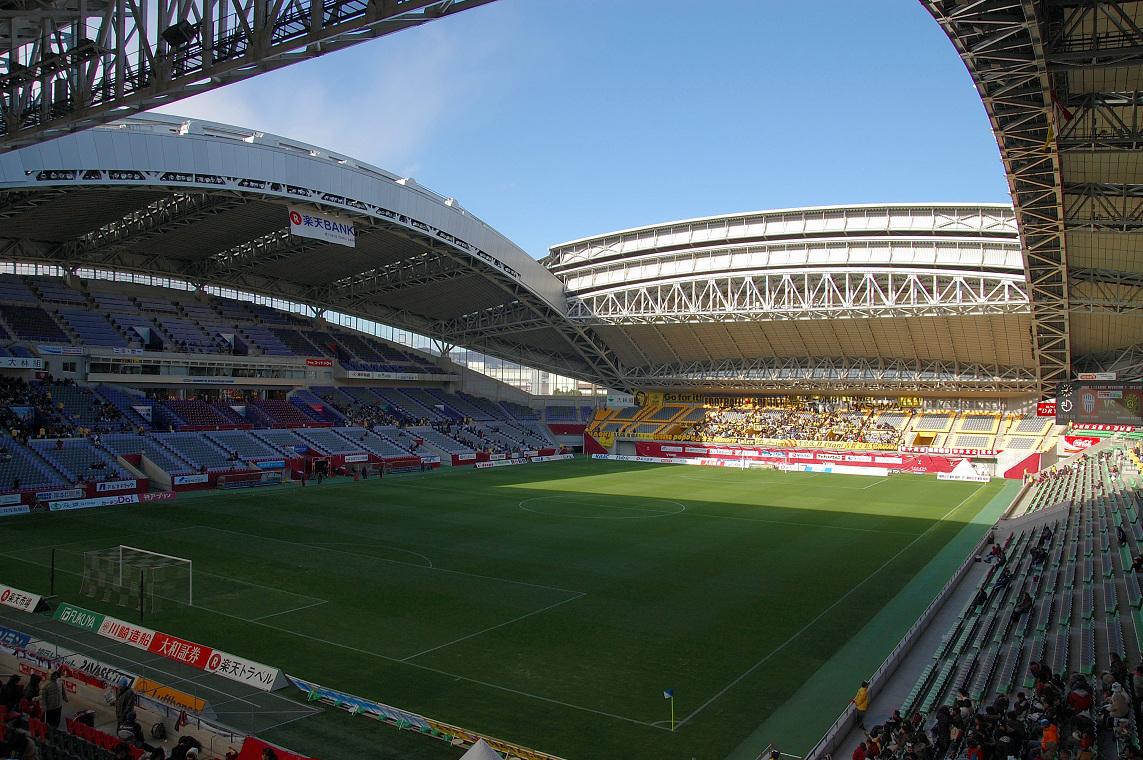
2008年撮影
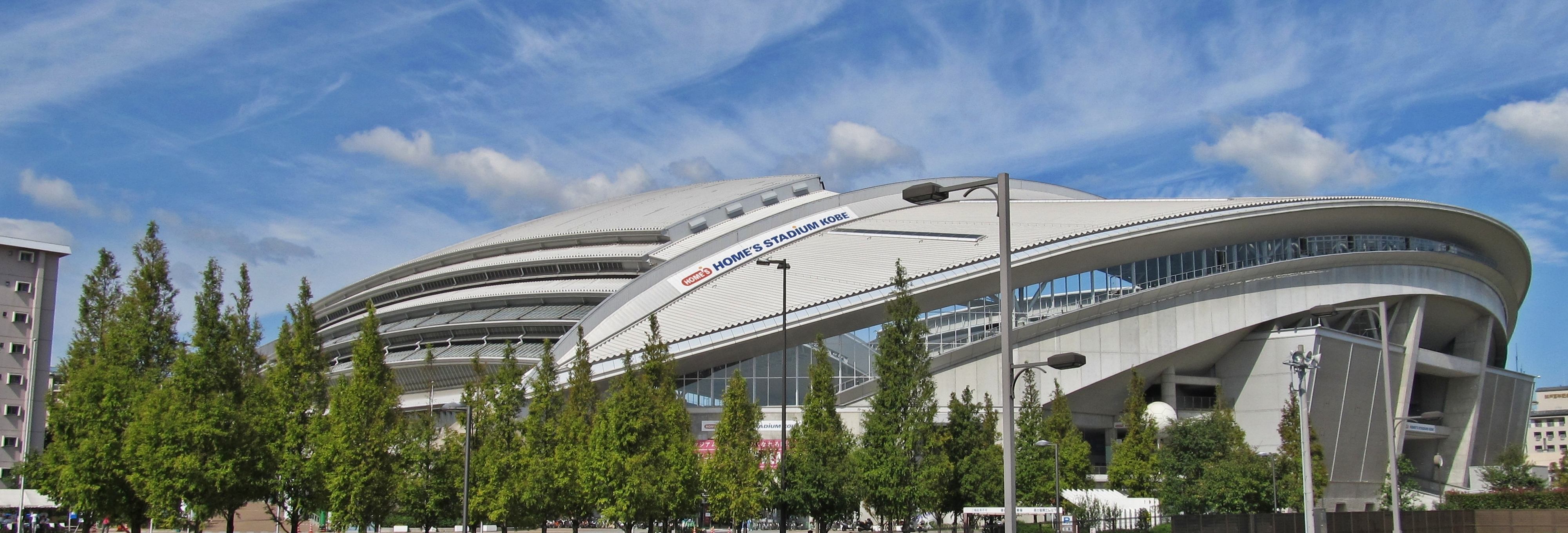
Home's Stadium神戸

## 外部連結
- World Stadiums entry
- （日語） Noevir Stadium神戶官方網頁 （页面存档备份，存于）